# Attacchi aerei a Bluff Cove
Gli attacchi aerei a Bluff Cove furono condotti dai piloti degli aerei Douglas A-4 Skyhawk della Fuerza Aérea Argentina contro le forze da sbarco britanniche impegnate nella guerra delle Falkland, l'8 giugno 1982. Gli attacchi causarono la distruzione di due navi da sbarco britanniche con 51 morti e oltre 200 feriti tra i soldati del British Army.
Il disastroso attacco aereo a Bluff Cove è stato considerato "il giorno più nero della Royal Navy" durante la breve guerra per la riconquista delle Falkland.

## Antefatti

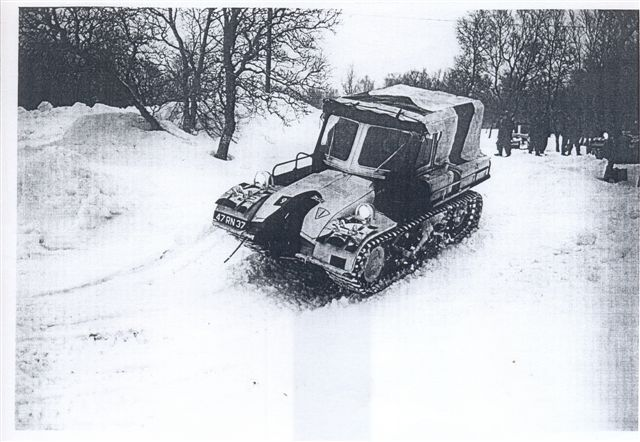
Uno Snow Trac dei Royal marines in pattugliamento in Norvegia; veicoli come questi, ormai obsoleti, erano assegnati alla 5 Brigade.

Dopo lo sbarco della 5 Brigade a San Carlos ed il suo invio a Goose Green, il comandante della brigata, scavalcando il quartier generale a San Carlos, decise di inviare dei reparti del 2 Para (il 2º battaglione paracadutisti che era stato aggregato alla brigata dopo la presa di Goose Green) a Bluff Cove. La mossa venne decisa perché un ufficiale britannico fece una semplice telefonata a una casa della località, dopo aver constatato che le linee erano ancora operative, e gli venne risposto da un residente che non vi erano argentini sul posto; fu comunque un'azione azzardata, perché le due compagnie inviate con due voli dell'unico elicottero Chinook disponibile non potevano poi essere rinforzate in quanto la brigata mancava di veicoli terrestri, ed i pochi Snow-Trac a loro disposizione erano obsoleti e si guastavano molto spesso. Pertanto il maggior generale Thompson, comandante delle forze di terra arrivato quasi contemporaneamente alla 5 Brigade, si trovò davanti al fatto compiuto di dover sostenere una posizione avanzata esposta ad un eventuale contrattacco argentino e contemporaneamente dover usare i suoi elicotteri per rifornire la 3 Commando Brigade in avanzata a nord, che aveva occupato Mount Kent.
D'altro canto la 5 Brigade poteva supportare un attacco a due punte verso Port Stanley avanzando da sud, per cui dopo essere stato informato, il quartier generale a Northwood decise di sostenere l'operazione spostando il resto della brigata verso est. L'unica alternativa era il trasporto via mare per cui venne fatto un primo viaggio la notte del 5 giugno con la nave da assalto anfibio HMS Intrepid; durante un viaggio di sette ore in condizioni drammatiche i 4 LCU della nave, che erano stati lasciati a 35 miglia dall'obbiettivo per non esporre la nave ad un rientro in pieno giorno, rischiarono di essere affondati da una fregata inglese di pattuglia (che non era stata informata del viaggio della Intrepid) prima di riuscire a farsi riconoscere e poi a sbarcare 300 uomini ma senza rifornimenti; la notte seguente toccò alla HMS Fearless con i suoi LCU visto che quelli della Intrepid non erano ancora rientrati, e successivamente venne deciso che le due navi da assalto non potevano essere più rischiate; i viaggi seguenti sarebbero stati compiuti dalle navi logistiche della classe Round Table, unità da 5 500 t la cui eventuale perdita sarebbe stata più "giustificabile". Queste navi, appartenenti alla Royal Fleet Auxiliary avevano però equipaggi civili ed un armamento leggero con solo alcuni cannoni Bofors da 40mm e mitragliatrici, senza missili e dispositivi di inganno; venne anche deciso che assegnare una fregata di scorta avrebbe solo esposto un ulteriore bersaglio agli eventuali attaccanti, e che peraltro gli attacchi aerei si erano diradati negli ultimi giorni costituendo quindi un rischio minore. Inoltre il comando della 5 Brigade frettolosamente trasferito con elicotteri a Bluff Cove non aveva apparati radio a lunga distanza e non poteva comunicare con le navi; pertanto nessuna forma di protezione contro gli attacchi aerei venne concordata.
La prima LSL arrivò col suo carico di munizioni, e la seconda con i soldati delle Welsh Guards le si affiancò alcune ore dopo, alle 10,00 circa. Mentre si cercava di rendere disponibile un LCU per lo sbarco, venne data la notizia che il percorso dell'avanzata presentava un ponte interrotto e pertanto gli ufficiali di fanteria ritardarono ulteriormente lo sbarco piuttosto che sbarcare con mezzi di fortuna come le lance ed il pontone gonfiabile Mexefloat dei genieri a disposizione, in attesa che l'LCU potesse trasportarli direttamente oltre l'interruzione. Nel frattempo i soldati argentini presenti sulle alture avevano avuto il tempo di osservare le navi e le difese antiaeree e riferire al comando.

## Primo attacco
La Fuerza Aérea Sur era stata informata dell'attività anfibia in corso da parte del nemico e al mattino dell'8 giugno organizzò un'azione aeronavale per colpire le forze britanniche. Le forze aeree argentine del comando di Comodoro Rivadavia fecero decollare da Río Gallegos  tra le ore 11.30 e le ore 12.30 due sezioni di cacciabombardieri A4 Skyhawk del Grupo 5 de Caza-Bombardeo formate ciascuna da quattro aerei armati con tre bombe con dispositivi frenanti. La sezione Mastin formata dai tenenti Alberto Filippini, Daniel Gálvez, Vicente Autiero e il sottotenente Hugo Gómez, prese il volo tra le 11.30 e le 12.20 ma durante la fase iniziale della missione Filippini e Autiero dovettero fare ritorno alla base per problemi tecnici. La sezione Dogo, formata dal capitano Pablo Carballo e dai tenenti Carlos Rinke, Carlos Cachón e il sottotenente Leonardo Carmona, decollò tra le 11.30 e le 12.30; ben presto il capitano Carballo dovette a sua volta rinunciare alla missione e ritornò a Rio Gallegos dopo aver esortato i suoi gregari a continuare la missione e attaccare con la massima determinazione. 

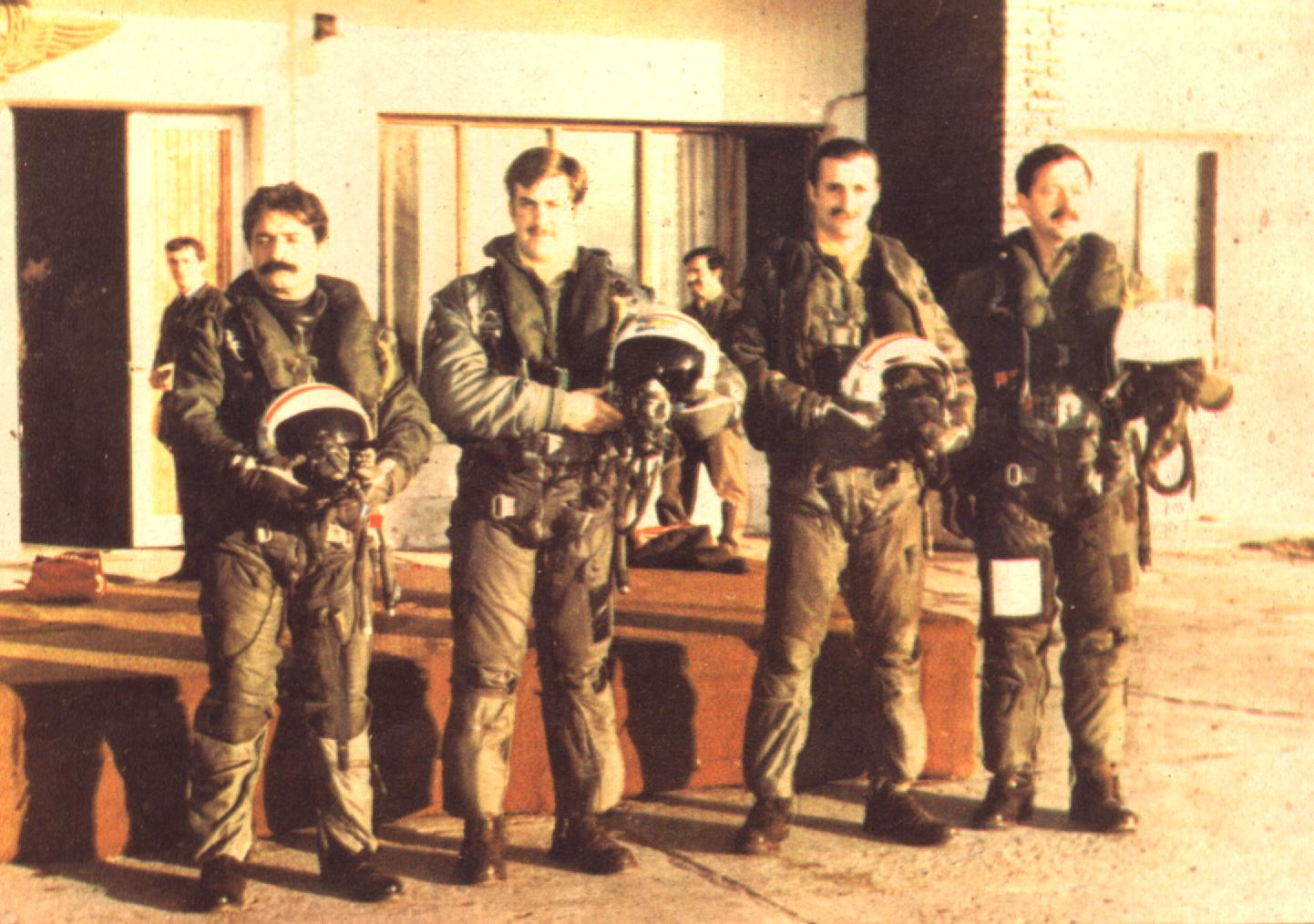
Quattro piloti argentini di A-4 Skyhawk, da sinistra: il tenente Carlos Cachón, il sottotenente Jorge Barrionuevo, il tenente Carlos Rinke e il tenente Mariano Velasco. Il tenente Cachón mise a segno le bombe che provocarono la catastrofe del Sir Galahad.

I cinque aerei argentini che continuarono la missione si riorganizzarono nell'area prevista per il rifornimento in volo in due sezioni: Dogo con i tenenti Carlos Cachón, Leonardo Carmona e Carlos Rinke; Mastín con il tenente Daniel Gálvez e il sottotenente Hugo Gómez. I piloti argentini raggiunsero l'area degli sbarchi a volo radente e riconobbero senza attaccarli alcuni elicotteri e truppe di terra britanniche; dopo aver effettuato una virata verso destro, ritornarono verso sud e questa volta alle ore 13.55 individuarono le due navi d'assalto Sir Galahad e Sir Tristram, due navi logistiche (LSL - Landing Ship Logistic) della marina britannica da circa 5 000 tonnellate. La sezione Dogo attaccò subito a bassa quota la Sir Galahad e il tenente Cachón mise a segno le sue bombe che esplosero al centro della nave nemica; venne colpita la sala macchine e si sviluppò un violento incendio; gli altri due piloti argentini invece non riuscirono a colpire i navigli britannici: Carmona ebbe problemi con l'armamento e le bombe non si sganciarono, mentre Rinke dopo aver confermato il colpo sul bersaglio del tenente Cachón, lanciò i suoi ordigni che tuttavia mancarono la nave, rimbalzarono sull'acqua ed esplosero sulle spiagge.
Altre due bombe colpirono la Sir Tristram; oltre ai 50 morti a bordo tra fanti e marinai, vi furono parecchi feriti anche per il napalm delle bombe da mortaio che detonarono nell'esplosione, ed ustionati dalla benzina dei generatori dei missili Rapier che era a bordo della Sir Galahad. I soccorsi arrivarono dalle lance, dai genieri che manovravano il pontone gonfiabile e dallo LCU che nel frattempo si era reso disponibile, con al comando il maggiore del Royal Marines Ewen Southby-Tailyour; questi, che era stato in servizio nelle isole col distaccamento dei Royal Marines alcuni anni prima ed era un profondo conoscitore delle acque avendo circumnavigato le isole in barca a vela nel 1978 e scritto un libro sull'esperienza, aveva ordinato a più riprese lo sbarco delle truppe, ma per problemi di comunicazione ed incomprensione da parte degli ufficiali delle Guardie sul rischio incombente ciò non era avvenuto.
La Sir Galahad, ormai inservibile, venne silurata ed affondata dal sottomarino HMS Onyx, un diesel-elettrico della classe Oberon, ed è oggi riconosciuta come cimitero di guerra, mentre la Sir Tristram, sebbene gravemente danneggiata, venne trasportata in Gran Bretagna e ricostruita, e servì anche nella prima guerra del golfo.

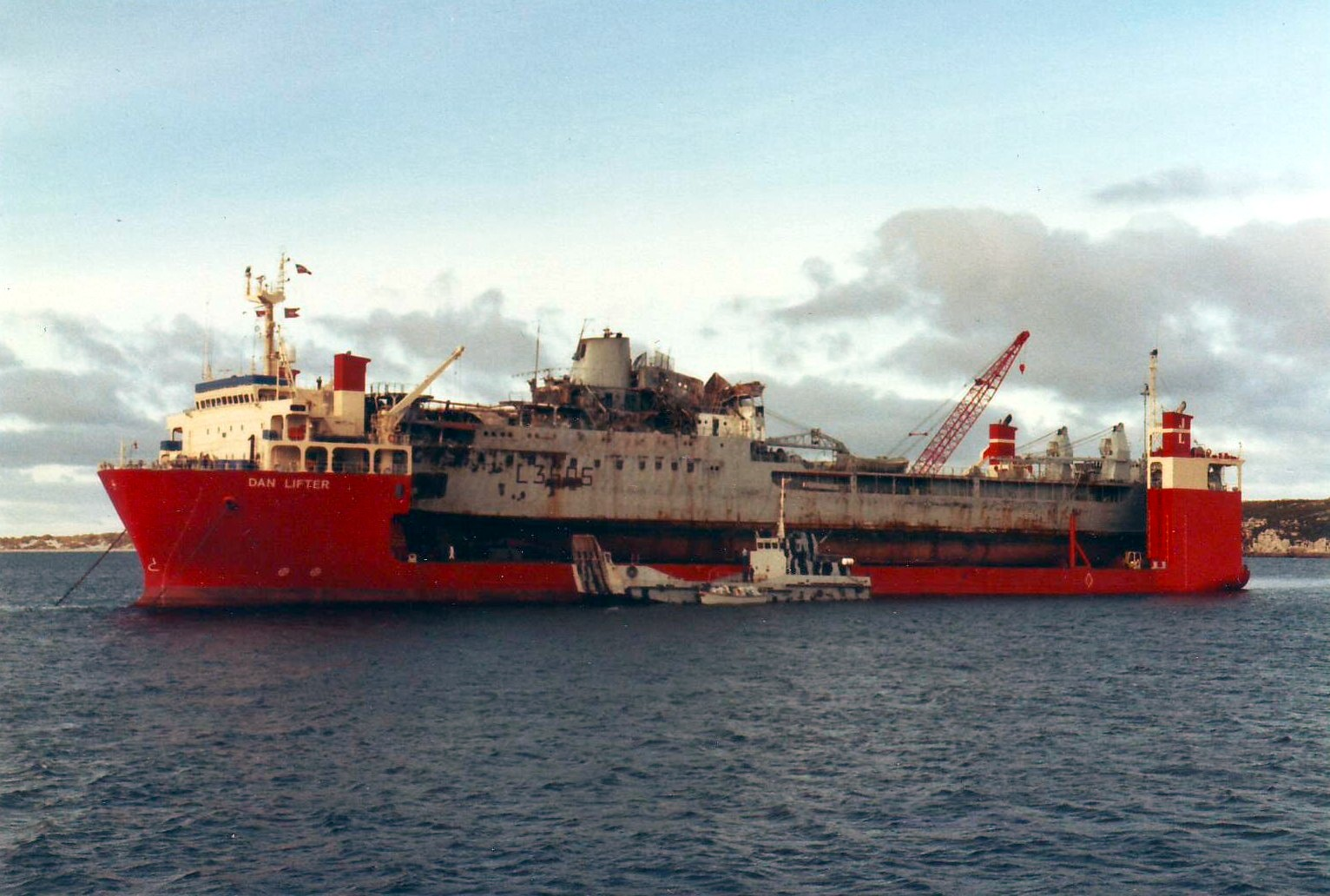
La Sir Tristram semidistrutta rientra in Inghilterra sulla nave speciale Dan Lifter alla fine del 1982

## Secondo attacco
Un secondo volo di 4 A4 riuscì a colpire un LCU della HMS Fearless, il Foxtrot 4, che trasportava veicoli necessari all'avanzata, e venne affondato con 6 morti tra i Royal Marines a bordo; altri vennero recuperati dal cargo Monsunen che era stato inviato al recupero e per trainare il mezzo danneggiato ed i preziosi veicoli radio a bordo, ma il battello affondò al traino quasi subito; il mezzo era partito in pieno giorno nonostante il parere contrario del maggiore Ewyn Southby-Tailyour, aggregato alla task force per la sua profonda conoscenza delle isole, perché il sergente maggiore al comando non voleva rischiare un altro incidente notturno come quello di alcuni giorni prima quando una fregata britannica aveva inquadrato con alcuni colpi illuminanti gli LCU della prima ondata, non essendo stata avvisata della loro presenza in area. Questa volta però i Sea Harrier erano pronti ed abbatterono tre degli attaccanti mentre un quarto venne danneggiato. Una terza ondata di A-4C del Grupo 4, arrivata dopo pochi minuti, colpì dei bersagli a terra senza risultati visibili.

## L'attacco alla HMSPlymouth
In un altro attacco quasi contemporaneo, la HMS Plymouth venne danneggiata da cinque dei sei IAI Dagger del Grupo 6 decollati dalla base di Rio Grande, visto che uno non aveva potuto effettuare il rifornimento in volo. Delle quattro bombe da 500kg che colpirono la nave, oltre a vari colpi di cannone, nessuna esplose, ma provocarono gravi danni da impatto e l'esplosione di una carica di profondità, e cinque marinai rimasero feriti. Il marinaio scelto Orr abbatté con i missili Sea Cat due dei velivoli e venne insignito della Task Force 317 Commendation con il leading seaman (equivalente grosso modo al sottocapo di prima classe della Marina Militare, codice NATO OR-4) Alan Whitehead. Una bomba trapassò il fumaiolo ed altre due distrussero il lanciarazzi antisommergibile Limbo. Fu proprio questo attacco, avvenuto pochi minuti prima dell'attacco a Bluff Cove, che richiamò sopra San Carlos la Combat Air Patrol di Harrier che copriva l'area Bluff Cove /Fitzroy, permettendo quindi agli attaccanti di arrivare indisturbati sui bersagli se non per le armi leggere ed i cannoncini delle due navi.

## Conseguenze
Il Ministero della Difesa britannico accettò di divulgare l'informazione che l'attacco riuscito avrebbe comportato un ritardo nella tabella di marcia di avvicinamento a Port Stanley.

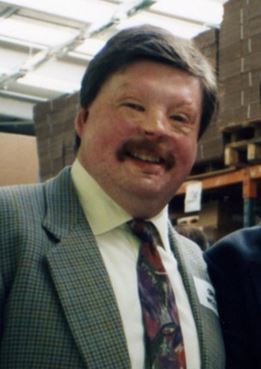
Simon Weston fu una delle vittime dell'attacco, ma sopravvisse sebbene gravemente ustionato.

Tra i soldati delle Welsh Guards gravemente feriti vi fu Simon Weston, rimasto gravemente ustionato a bordo della RFA Sir Galahad durante un attacco aereo argentino e che in seguito attraverso un percorso di disperazione e riabilitazione è diventato popolare soprattutto per la sua carriera di imprenditore delle opere di carità, diventando anche attivista in campagne in sostegno di veterani e truppe, e contro le supposte mancanze della classe politica nel sostenere adeguatamente queste categorie. Si è pronunciato contro i tagli del bilancio della difesa e degli equipaggiamenti inadeguati che ha ritenuto venissero forniti alle truppe britanniche, e sulla mancanza di supporto, cure mediche e compensazioni adeguate per i veterani.